# セーリング (バンド)
セーリングは日本のミュージックバンド。
所属事務所：レインズエンターテインメント・株式会社グレース
関連会社　：株式会社 オフィス ヴァンクール
音楽出版社（レーベル）：コロムビアミュージックエンターテインメント（2008 - 2010）
　　　　　　　　　　　　日音（2008 - ）→商店街振興組合三日町三栄会音楽出版社（2010 - ）

## 来歴
4歳から俳優業をしていたＶｏゴウを中心に、2002年に大阪で結成。
2003年、初の自主出版CD『そっとヒュー』を発売。現在までに13,000枚を売り上げる。
2006年、オムニバスCD『A BAND BACER vol2』に参加しインディーズデビュー。テレビ朝日系『ストリートファイターズ』にも参加（近畿1位、全国4位2007/9）自身が開催したイベントも、特集としてオン・エア。ファン層も幅広く、同世代以上に年配層のファンが非常に多い。
2008年10月、コロムビアミュージックエンターテインメントよりメジャーデビュー。デビューマキシシングルは「WHAT　FEELING」。デビューに合わせて、47都道府県ライブツアーをはじめる。四国CDランキング（新星堂）で3位を記録。
2009年1月、デアゴスティーニ「漫画を書こう」イタリア公式HPにイメージSONGとして日本人アーティストで初めて楽曲使用される。※使用楽曲『シャウト・アップ』。
4年連続（2009 - 2012、2015 - 16）京セラドーム大阪コンサート（鹿児島ファンデー）出演。
2010年7月30日、大阪府箕面市長より「歌謡ロック大使」に任命。
2010年9月1日、2ndシングル青森県　街おこしSONG『きみのまちはぼくのうた』リリース。
2011年4月、『はちのへ災害復興支援実行委員会』委員長にゴウが就任。NHK青森でも実行委員会の活動が特集放送される。※災害復興支援LIVEも随時開催される。
2011年4月-9月、青森県八戸テレビ『平日のお昼はランチでGo』BE-FMラジオ『ランチでGo』を同時に、ゴウがメインナビゲーターを務める。鹿児島JAZZ STREETに2年連続ゲスト出演（2011 - 2012年）
2012年、青森県八戸テレビレギュラー番組『名探店コナモン』制作・出演。IBCTV（岩手）や多くの新聞でも話題となり取り上げられる。
2012年2月、NHK全国放送と1万5500人のカラオケ化応援署名を受け、『きみのまちは　ぼくのうた』が震災復興支援ソングとして、第一興商（DAMシリーズ）でカラオケ配信。同年12月からは、本人映像共に映像配信されている（ライブDAM）。
2012年3月、公式独立レーベル（音楽出版社）、商店街振興組合三日町三栄会音楽出版社（青森県）を発足。大手新聞社等にも記事が掲載。
2012年10月より青森県八戸ＴＶレギュラー番組『必殺ミヂカル』制作・出演
2014年、八戸テレビ『出番ですよ』制作レギュラー出演<八戸TV・田子CATV・青森CATV・秋田CATV　4局ネット放送＞
2014年、田子CATV（青森県）『waku2Time』エンディングテーマSONG　『I WILL　BE』を制作。街歌として定着。
2015年、田子CATV『田子ぶらぶら』レギュラーMCとして出演<八戸TV・田子CATV・青森CATV・秋田CATV・愛媛CATV　5局ネット放送＞2016年現在も継続中。
2015年、南海放送・愛媛新聞・愛媛CATVが主催する『メディアまつり』出演
2017年1月 - 、FMたんご（京都府）FMモットコム（福島県）レギュラー番組 『RADIO　SAILING』スタート
2017,2018年12月、KBS京都紅白歌の競演出演『暁に咲く花』歌唱
2018年5月、榊あけみ（歌手）『奄美きゅら島徳之島』制作・プロデュース
2018年6月、福島県『南相馬市民文化会館大ホール』唄・舞・楽の共演復興祭　ゲスト出演
2017 - 2018年、福島県『なみえ夏祭り』出演
2018年8月、福島県浪江町応援SONG「白銀の翼～NAMIEの空～」　制作・発表
2018年8月、Baテツ『脊髄梗塞』により無期限活動休止
2018年10月、なみえ音楽祭にて「白銀の翼～NAMIEの空～」CD 1,000枚プレゼント
2011年 - 2018年、青森県八戸市『三社大祭ステージ』連続出演中
2019年、ゴルフパートナー新クラブ『ネクスジェン7』テーマＳＯＮＧ『快音 ネクスジェン』　制作・発表
2019年5月6日、NHK総合『逆転人生』ROGUE（ローグ）ギターリスト香川役としてVoゴウ俳優復帰
2019年7月、JOY SOUNDより『快音 ネクスジェン7』カラオケ配信
2020年4月19日、『東大阪フェスティバル』に出演予定だったが、COVID-19の感染拡大により中止
2021年3月6日、『第31回 東大阪市民文化芸術祭』に友情出演。
2023年5月3日高槻JAZZ　STREET　出演
2024年3月 2日東大阪市民文化芸術祭ゲスト出演予定（東大阪文化創造館大ホール）
2024年3月23日北急延伸記念 みのお・新駅開業の祭典 ゲスト出演
2025年5月3日高槻JAZZ　STREET　出演
2025年8月2日青森県五戸祭り出演
2025年8月3日青森県三戸夏祭り出演
2014年～2025年8月16日青森県田子町　夏祭り連続出演＜コロナ期間除く＞
■大阪府箕面市　歌謡ロック大使

## 現在のメンバー
- Vo: ゴウ（鹿児島県出身）
- Ba: テツ（岩手県）活動休止中
- Key: タカシ（愛媛県出身）
- Dr: ナオ（京都府出身）
- 旧メンバー　GT：リョウタ（北海道）
- サポートGT: リュウ
- サポートBa：小林正見（2018～）
- サポートBa：Sue（東北エリア専属ベース）（2019年～）

## 特徴
Voの音域が、4オクターブと広く超高音のシャウトそしてどんなジャンルでも歌いこなす歌唱力は定評がある。
外見はビジュアル系を連想させる要素もあるが、実際は、演歌からロックまで幅広いジャンルを演奏。LIVE会場やイベントに応じて使い分けている感がある。女性ドラムであるが、男性のようにパワフルである。
JAZZ等の音楽祭にも出演の幅を広げている。